# Річард Джонс (музикант)
Річард Джонс (англ. Richard Jones; нар. 23 травня 1974) — валлійський басист, піаніст і бек-вокаліст з Кумамана, Уельс, для валлійського пост-брит-поп-рок-гурту Stereophonics, який грав разом з Келлі Джонс (не родич), Адамом Зіндані та Джеймі Моррісоном.
Джонс виріс у Кумамані, старому шахтарському селі в Південному Уельсі. Спочатку Річард створив групу з Келлі Джонс і Стюартом Кейблом, яка грала під назвою «Tragic Love Company». Джонс грав перед найбільшою аудиторією 2 липня 2005 року, коли група з'явилася на концерті Live 8 у Гайд-парку, Лондон.
Джонс часто відомий своїми татуюваннями та претензіями; «Я зробив своє перше татуювання в одній із Валлійських долин, коли мені було 16 чи 17 років. За законом ви не повинні мати їх до 18 років, але цей татуювальник вирішив, що якщо ви достатньо дорослі, щоб ходити в його майстерню, ви достатньо дорослі, щоб зробити їх. Я хотів татуювання Джонсі на своїй руці, але він неправильно написав і написав ДЖОНСІ. Я повернувся через кілька тижнів і попросив зробити велике татуювання на моєму тілі, але я не отримав достатньо грошей, тож замість цього він зробив татуювання Річарду на моїй шиї. Насправді я дуже шкодую про це». Тату «Джонсі» на правій верхній частині руки Джонса, серед іншого, з тих пір було прикрито маорі, японськими та тибетськими малюнками на його руках і верхній частині грудей. Він завзятий ентузіаст мотоциклів і мав кілька мотоциклів Ducati.